# Sibiril
 Sibiril  (en bretón Sibirill) es una población y comuna francesa, situada en la región de Bretaña, departamento de Finisterre, en el distrito de Morlaix y cantón de Saint-Pol-de-Léon.

## Demografía
| 1467 | 1351 | 1228 | 1243 | 1200 | 1144 |
| Para los censos de 1962 a 1999 la población legal corresponde a la población sin duplicidades (Fuente: INSEE [Consultar]) |      |      |      |      |      |